# Ourique
Ourique es una villa portuguesa perteneciente al distrito de Beja, región del Alentejo y comunidad intermunicipal del Bajo Alentejo, con cerca de 3000 habitantes. 

## Geografía
Es sede de un municipio con 660,15 km² de área y 4840 habitantes (2021), subdividido en 4 freguesias. El municipio limita al norte con los municipios de Santiago do Cacém y Aljustrel, al este con Castro Verde y Almodôvar, al sur con Silves y al oeste con Odemira.

## Historia
Ourique recibió fuero de Dionisio I en 1290.
El municipio es famoso pues en sus cercanías tuvo lugar trascendental Batalla de Ourique donde el día de Santiago del año 1139 Alfonso I el Grande derrotó a los almorávides. Este evento histórico marcó de tal forma el imaginario portugués que se encuentra retratado en el escudo de Portugal: cinco escudetes (cada cual con cinco bezantes), representando los cinco reyes moros vencidos en la batalla.

## Demografía
| Gráfica de evolución demográfica de Ourique entre 1864 y 2021 |
|                                                               |
| Datos según el nomenclátor publicado por el INE portugués.    |

## Freguesias
Las freguesias de Ourique son las siguientes:
- Garvão e Santa Luzia
- Ourique
- Panoias e Conceição
- Santana da Serra